# Letališče Helsinki-Vantaa
Letališče Helsinki-Vantaa je letališče na Finskem, ki primarno oskrbuje Helsinke.